# Porzellanfabrik Bing & Grøndahl

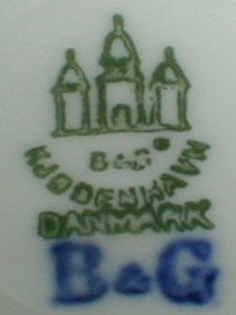
Porzellanmarke von B & G

Bing & Grøndahl war eine dänische Porzellanmanufaktur, die 1853 von Frederik Vilhelm Grøndahl und den Brüdern Meyer Hermann Bing und Jacob Herman Bing in Vesterbrogade vor den Toren Kopenhagens gegründet wurde.
Die Porzellanmarke (Signatur) für B & G zeigt drei Türme in Anlehnung an das Stadtwappen von Kopenhagen. Als bekanntestes Geschirr stellte die Firma die Reihe Möwe (Måge) her, das in den 1950er Jahren in rund zehn Prozent aller dänischen Haushalte zur Grundausstattung gehörte. Es gilt als Dänisches National-Service. Im Jahr 1987 fusionierte das Unternehmen mit seiner größten Konkurrenzfirma, der dänischen Königlichen Porzellan-Manufaktur und fand sich unter dem gemeinsamen neuen Namen Royal Copenhagen wieder. Das Porzellan von B&G ist auch heute noch nicht nur in Sammlerkreisen gefragt.

## Erste Jahre

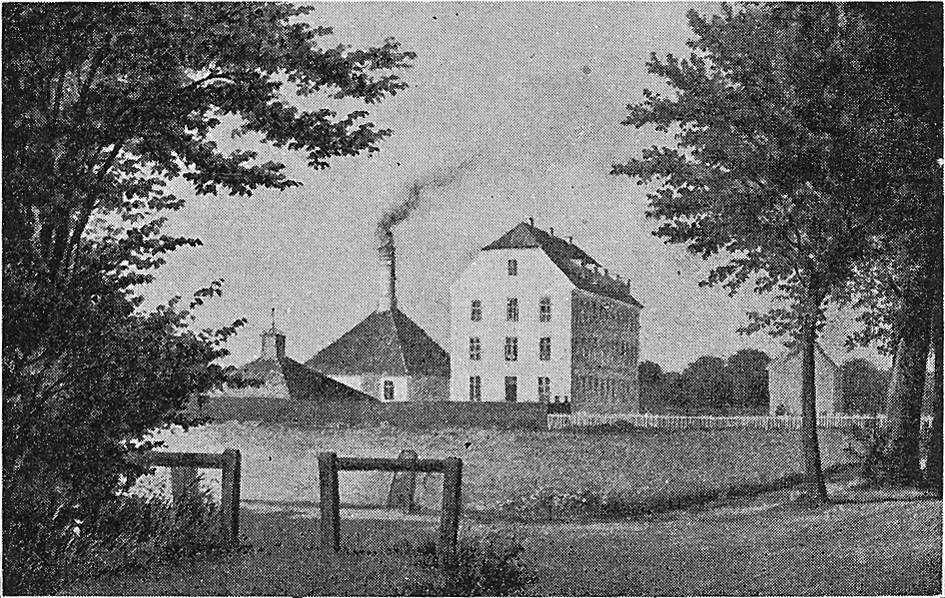
Porzellanfabrik Bing & Grøndahl 1856

Grøndahl, anerkannter Figurenbildner der führenden Königlich-Dänischen Porzellanmanufaktur, tat sich 1853 mit den Kaufleuten Bing zusammen, die mit Büchern und Kunstwerken handelten, um im Randbereich von Kopenhagen eine eigene Porzellanfabrik zu gründen. Grøndahl begann zunächst damit, klassizistische Figuren nach dem Vorbild des Bildhauers Bertel Thorvaldsen zu modellieren. Er arbeitete vor allem mit Biskuitporzellan, unglasiertem Hartporzellan. Es war verhältnismäßig leicht zu bearbeiten und ähnelte Marmor oder Elfenbein.
Die kleinen Kunstwerke fanden Anklang und mit dem finanziellen Erfolg konnte das Unternehmen expandieren.

## Künstler und Produkte

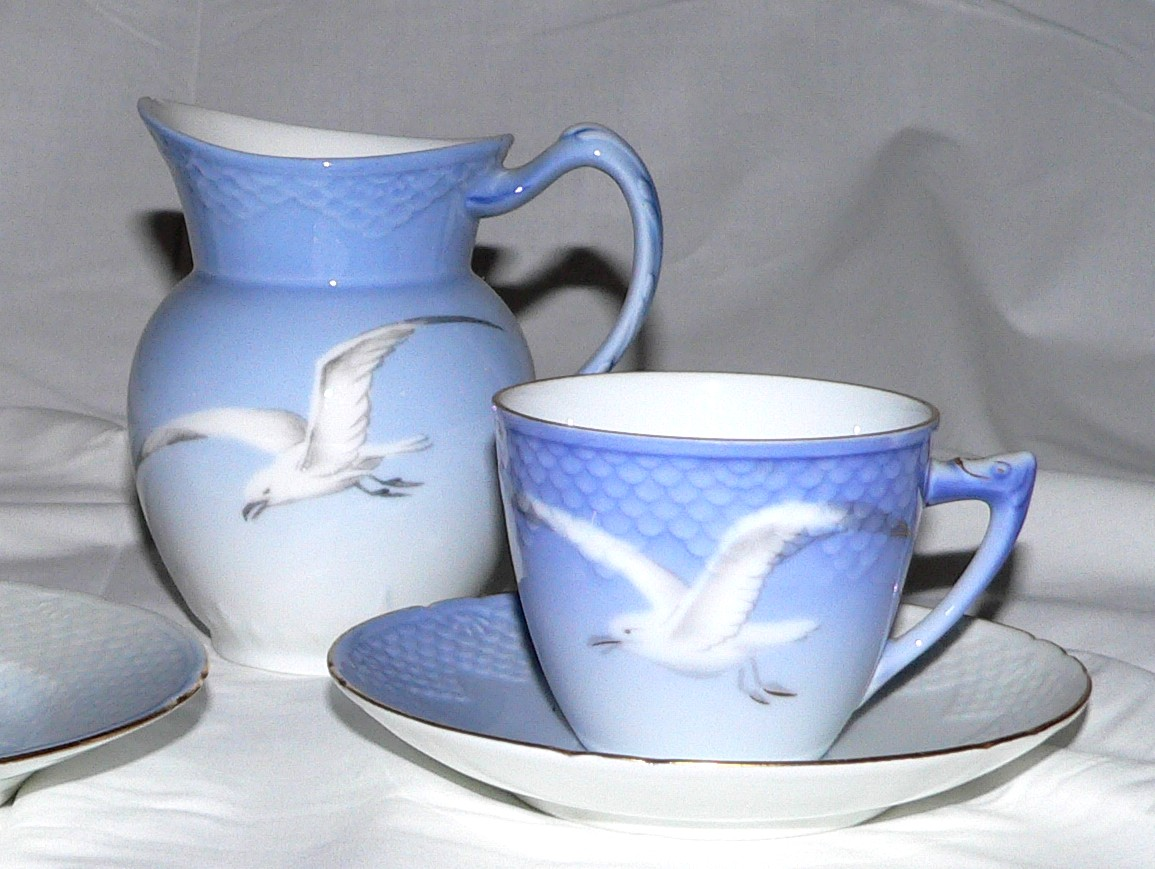
Seegull von Fanny Garde, 1892

Es folgte die Herstellung von Haushaltswaren. Fanny Garde (1855–1925) entwarf 1892 die Produktlinie, die den größten Erfolg für das junge Unternehmen bringen sollte: das bescheiden anmutende, zartblau und weiße Geschirr mit der fliegenden Möwe (Måge) und den an Seepferdchen erinnernden Griffen aus teilweise geriffeltem Porzellan. Ein kobaltblau – weißes Service mit einem Schmetterling (Sommerfugl) knüpfte an den Erfolg an.
1895 schuf Bing & Grøndahl den ersten Weihnachtsteller in Kobaltblau–Weiß. Auch der war bei den Kunden begehrt. Über 100 Jahre lang kam in der Folge alljährlich ein solcher Teller mit traditionellen Winterszenen heraus. Die Teller wurden in begrenzter Auflage und nur in einem Jahr produziert, Ende des Jahres wurden die Formen zerstört, um die Auflagenzahl sicherzustellen. Muttertagsteller erfreuten sich ebenso einiger Beliebtheit. Teller machten lange einen großen Anteil an der Produktion von B&G aus. Sie finden bis heute viele Nachahmer.

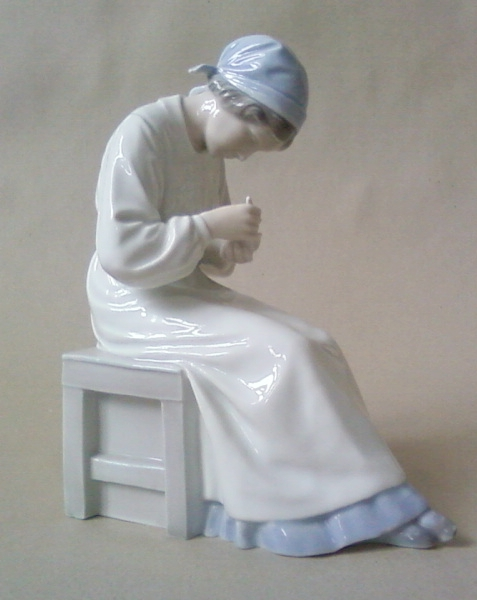
Porzellanbildnerin von Jens Peter Dahl-Jensen

Von 1868 an amtierte der Porzellanmaler Heinrich Hansen für einige Zeit als künstlerischer Leiter von B&G. Er schuf vor allem Bildnisse dänischer Schlösser in ihren Landschaften auf Porzellan.
Von 1897 bis 1917 war der dänische Bildhauer Jens Peter Dahl-Jensen Modellmeister bei B&G. Der breiten Öffentlichkeit wurde er vor allem durch seine Tierfiguren mit Unterglasurmalerei bekannt. Mit der Kleinplastik Porzellanbildnerin setzte er dem Beruf ein Denkmal.
Der Designer Henning Koppel schuf einige wenige Keramiken für B & G. Bekannt hier wurde er vor allem durch sein schlichtes Porzellan-Service Form 24.
Die vielfach preisgekrönte Keramikerin Gertrud Vasegaard erntete vor allem für ihr Teeservice aus unglasiertem braunem Porzellan Ruhm. Das dänische Kulturministerium nahm es in die Liste der wichtigsten Werke dänischer Kultur auf, als ein Meisterwerk dänischen Designs.